# Miroslav Džunko
Miroslav Džunko (* 8. června 1978, Košice) je slovenský zpěvák a muzikant, který je známý především z revivalové kapely The Backwards, kde imituje Paula McCartneyho. Spoluzakládal jí s Daliborem Štroncerem. Mimo hraní v kapele se věnuje také vlastní tvorbě.

## Diskografie
- Dievča z Liverpoolu (2002)
- Thoughts (singl) (2010)